# Alberto Magno
Santo Alberto Magno, O.P. (em latim: Albertus Magnus), conhecido também como Alberto, o Grande, e Alberto de Colônia, foi um filósofo, escritor, cientista e teólogo católico venerado como santo. Era um frade dominicano alemão e bispo. Ainda em vida era conhecido como doctor universalis e doctor expertus e, já idoso, ganhou o epíteto "Magnus" ("o Grande"). Estudiosos como James A. Weisheipl e Joachim R. Söder defendem que Alberto foi o maior filósofo e teólogo alemão da Idade Média.
A Igreja Católica proclamou-o Doutor da Igreja em 1931.

## Biografia
É provável que Alberto tenha nascido em 1196 dadas as confiáveis evidências de que ele teria mais de oitenta anos quando morreu em 1280; mais de uma fonte afirma que ele tinha 87, o que explica por que 1193 geralmente aparece como data de seu nascimento. É também provável que ele tenha nascido em Lauingen, no Ducado da Baviera, Suábia, pois ele chamava a si próprio "Alberto de Lauingen" (o epíteto pode ser ainda um nome de família).
Alberto estudou principalmente na Universidade de Pádua, onde conheceu as obras de Aristóteles. Um relato posterior de Rudolph de Novamagia conta que Alberto teria tido uma visão da Virgem Maria, que o convenceu aceitar o hábito de sacerdote. Em 1223 (ou 1229), entrou para a Ordem dos Pregadores contra a vontade da sua família e estudou teologia na Universidade de Bolonha. Selecionado para preencher uma cadeira de professor em Colônia, onde havia um mosteiro dominicano, Alberto ensinou durante muitos anos na região, principalmente Regensburgo, Friburgo, Estrasburgo e Hildesheim. Durante seu primeiro mandato em Colônia, escreveu sua Summa de Bono depois de discutir com Filipe, o Chanceler, sobre as propriedades transcendentais do ser.
Ele foi o primeiro a comentar sobre praticamente todas as obras de Aristóteles, tornando-as acessíveis para o debate acadêmico mais amplo. O estudo de Aristóteles levou-o a conhecer e comentar também sobre os ensinamentos dos muçulmanos, principalmente Avicena e Averróis, o que o colocou no centro do debate acadêmico.
Em 1245, Alberto tornou-se mestre em teologia pelas mãos de Guerico de Saint-Quentin, o primeiro dominicano alemão a conquistar o posto. Depois disso, conseguiu lecionar teologia na Universidade de Paris como titular da cadeira de teologia no Colégio de São Tiago. Neste período, Tomás de Aquino tornou-se um de seus estudantes e manteve-se sempre firme às suas doutrinas e às influências que recebeu de outros antigos filósofos. Mesmo sendo um frade, Alberto compreendia muitos aspectos do mundo natural, como a metafísica, a física e a matemática.
Em 1254, Alberto tornou-se também superior provincial de sua ordem, um trabalho difícil que ele realizou com grande cuidado e eficiência. Durante seu mandato, ele defendeu publicamente os dominicanos contra os ataques do corpo docente secular e regular da Universidade de Paris, escreveu um comentário sobre São João Evangelista e respondeu ao que ele percebia como "erros" do filósofo islâmico Averróis. Cinco anos depois, Alberto participou de um capítulo geral da Ordem dos Pregadores em Valenciennes juntamente com Aquino, os mestres Bonushomo Britto, Florentius (provavelmente Florêncio de Hidinio, chamado também de "Florêncio Gaulês") e Pedro que criou um ratio studiorum (um programa de estudos) para a ordem que trazia a filosofia como uma inovação para os que não foram suficientemente treinados na teologia. A partir daí iniciou-se a tradição da filosofia escolástica dominicana na prática, como, por exemplo, a criação do studium provinciale no convento de Santa Sabina em Roma em 1265, o embrião da futura Pontifícia Universidade de São Tomás de Aquino (Angelicum).
Em 1260, Alexandre IV nomeou-o bispo de Ratisbona, um cargo que ele manteve por apenas três anos. Neste período, Alberto melhorou sua reputação de humildade ao recusar andar montado a cavalo como ditava a legislação dominicana e, ao invés disso, andava sempre a pé por sua diocese. Este hábito valeu-lhe o apelido carinhoso de "botas, o bispo" de seus paroquianos. Depois de renunciar ao cargo, passou o resto de sua vida em uma aposentadoria parcial morando em diversas casas monásticas de sua ordem e pregando por todo o sul da moderna Alemanha. Em 1270, pregou a Oitava Cruzada na Áustria. Depois disso, ficou famoso por seu papel de mediador entre os diversos partidos que lutavam na região. Em Colônia, Alberto é conhecido não apenas como o fundador da universidade mais antiga da Alemanha, mas também pelo "Grande Veredito" ("Der Große Schied") de 1258, que encerrou o conflito entre a população da cidade e o seu arcebispo.
Entre as últimas obras de Alberto a luta para defender a ortodoxia de seu antigo pupilo Tomás de Aquino, cuja morte em 1274 aborreceu-o sobremaneira, apesar de o relato de que ele teria ido pessoalmente a Paris para defender as suas doutrinas não poder ser confirmado.
Depois de uma súbita deterioração de sua saúde em 1278, Alberto Magno faleceu em 15 de novembro de 1280 no convento dominicano em Colônia.

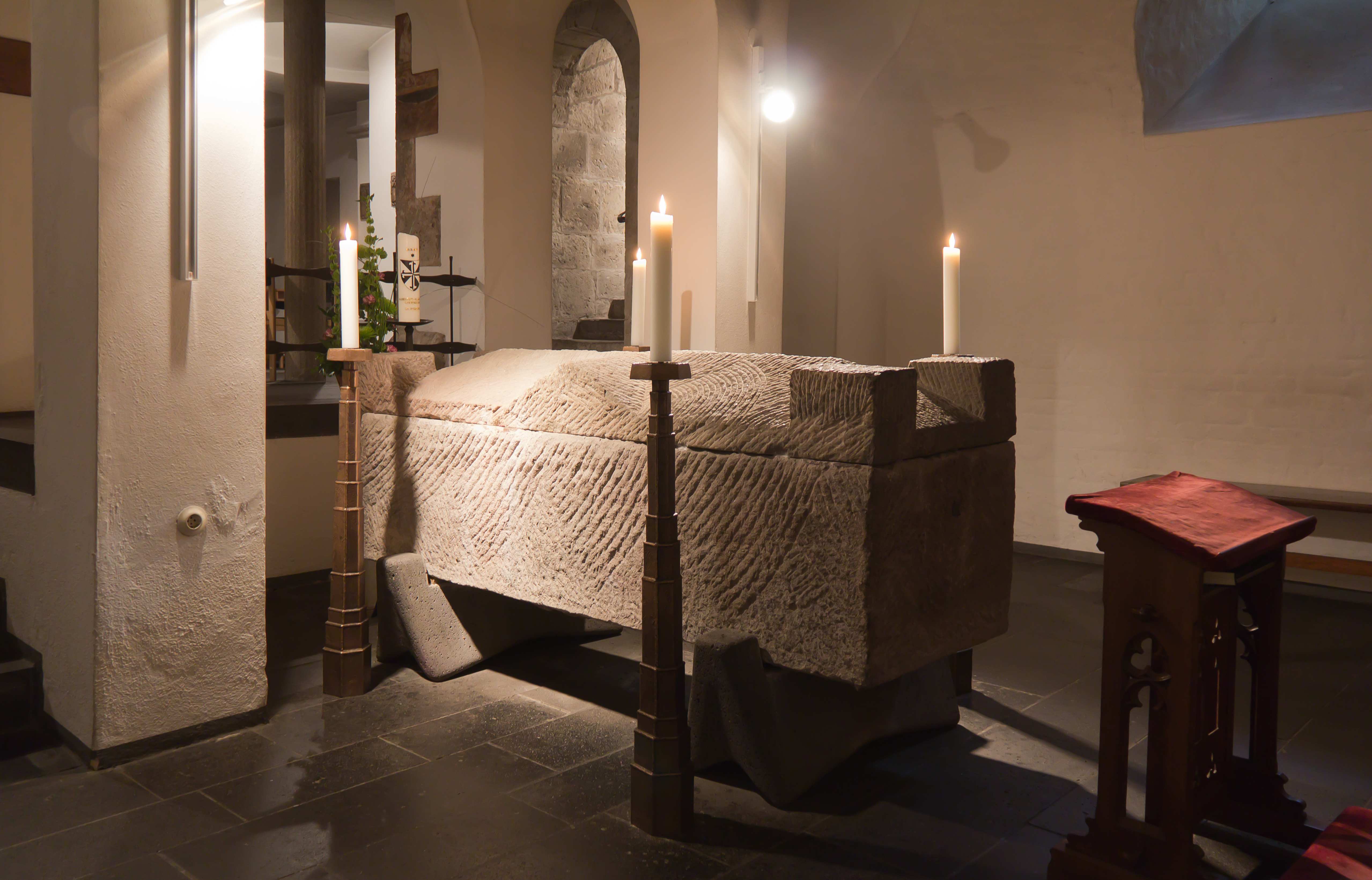
Sarcófago com os restos Alberto Magno na Igreja de Santo André, em Colônia.

Alberto foi mencionado muitas vezes por Dante Alighieri, que fez da doutrina albertina sobre o livre arbítrio a base de seu sistema ético. Em sua "Divina Comédia", Dante coloca Alberto e Aquino entre os grandes amantes da sabedoria (spiriti sapienti) no Paraíso do sol. Alberto também foi mencionado, ao lado de Agrippa e Paracelso, no clássico "Frankenstein", de Mary Shelley. Na obra, suas obras influenciaram o jovem Victor Frankenstein.
Em 1622, o papa Gregório XV declarou-o beato. Em 16 de dezembro de 1931, foi canonizado e proclamado Doutor da Igreja por Pio XI. Dez anos depois, foi proclamado santo padroeiro dos cientistas. Sua festa é celebrada em 15 de novembro e, segundo Joan Carroll Cruz, Alberto foi agraciado com um corpo incorrupto.
Em 1954, no aniversário de sua morte, suas relíquias foram trasladadas para um sarcófago na cripta da Igreja Dominicana de Santo André.

## Obras
As obras de Alberto, colecionadas em 1899, compõem trinta e oito volumes, uma demonstração não só de sua prolificidade como também de seu conhecimento literalmente enciclopédico sobre tópicos tão variados como lógica, teologia, botânica, geografia, astronomia, astrologia, mineralogia, alquimia, zoologia, frenologia, direito, além de tratados sobre justiça, amizade e amor. Ele leu, interpretou e sistematizou toda a obra de Aristóteles através de seus estudos de traduções latinas e de anotações de comentaristas árabes, sempre sob a luz da doutrina da Igreja. Grande parte do conhecimento moderno que temos hoje sobre o grande filósofo grego foi preservado e apresentado aos estudiosos ocidentais por Alberto.
Sua principal atividade, contudo, foi mais filosófica que teológica (vide escolasticismo). Suas obras sobre filosofia estão geralmente divididas de acordo com o esquema aristotélico das ciências  e consistem de interpretações e versões condensadas das obras do filósofo, acrescidas de discussões suplementares sobre tópicos contemporâneos e, ocasionalmente, de suas discordâncias.
Suas principais obras teológicas são um comentário em três volumes do Livro das Sentenças de Pedro Lombardo (Magister Sententiarum) e uma Summa Theologiae em dois volumes, esta última uma repetição mais didática da primeira.

### Filosofia natural

De animalibus

O conhecimento de Alberto sobre a filosofia natural (a "ciência") era considerável e, para a época, notavelmente acurado. Sua diligência em aprender todos os campos era enorme e, apesar de haver diversas lacunas em seu sistema científico, característico da filosofia escolástica, seu profundo estudo de Aristóteles deu-lhe um poderoso pensamento sistemático e grande habilidade explicativa. Uma exemplo desta tendência geral foi seu tratado em latim "De Falconibus" (posteriormente incorporado numa obra maior, "De Animalibus", compondo o capítulo 40 do livro 23), na qual ele demonstra um impressionante conhecimento das diferenças entre as aves de rapina e os demais pássaros; a diferença entre os tipos de falcões; a preparação para a caça; a técnicas de cura de falcões doentes e feridos. Em "De Mineralibus", Alberto afirma que "o objetivo da filosofia natural [ciência] é não apenas aceitar as afirmações de outros, mas investigar as causas que estão em ação na natureza". O aristotelismo influenciou profundamente a visão de Alberto sobre a natureza e a filosofia.
Seu legado acadêmico justifica o apelido honorífico que ganhou de seus contemporâneos, Doctor Universalis. Alberto também foi responsável por demonstrar que a Igreja Católica não é contra o estudo da natureza e a ciência. Apesar de sua ênfase na experimentação e na investigação, Alberto respeitava a autoridade e a tradição a ponto de não publicar muitos de seus trabalhos na área. Ele muitas vezes se silenciava sobre diversos temas da astronomia e da física por acreditar que estas teorias eram muito avançadas para sua época.

#### Matéria e a forma

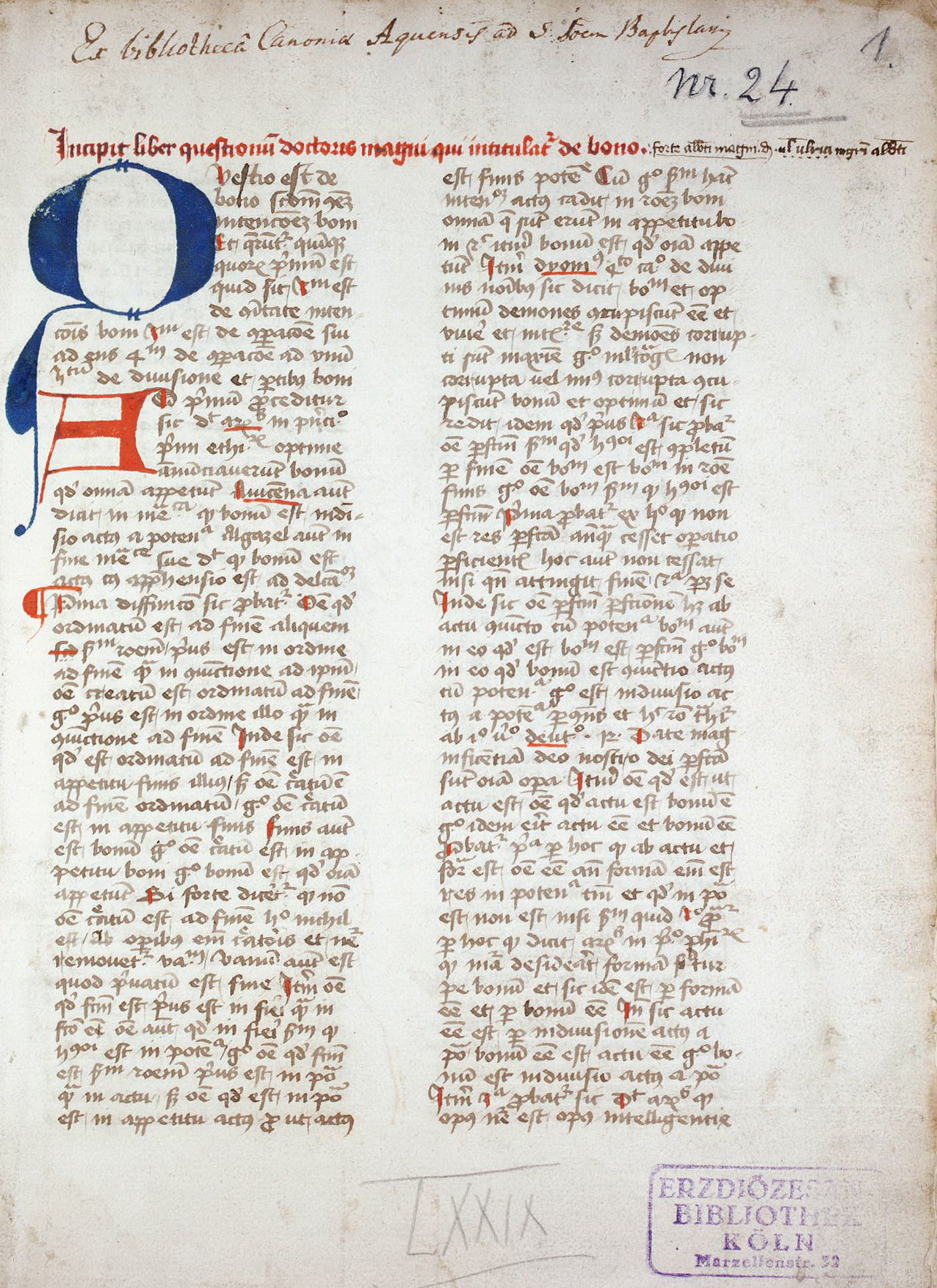
Manuscrito de "De Bono", uma das principais obras de Alberto.
Biblioteca de Colônia

Alberto acreditava que as coisas naturais eram um composto de matéria e forma que ele chamava de "quod est and quo est", uma tese aristotélica conhecida como hilemorfismo. Sua versão era basicamente a de Aristóteles, mas com alguns elementos emprestados de Avicena.

### Alquimia
Nos séculos seguintes à sua morte, muitas histórias apareceram retratando Alberto como alquimista e mago. Sobre a alquimia e a química, muitos tratados tem sido atribuídos a ele, embora em seus tratados autênticos ele tenha escrito pouco sobre o tema e, ainda assim, comentando sobre Aristóteles. Por exemplo, em seu comentário "De Mineralibus", Alberto faz referência ao "poder das pedras", mas não elabora sobre o que seria isto.
Uma ampla gama de obras alquímicas pseudo-albertinas existem para confirmar a crença que se desenvolveu de ele teria sido um mestre da alquimia, uma das ciências fundamentais da Idade Média. Entre elas estão "Metais e Materiais", "Segredos da Química", "Origem dos Metais", "Origem dos Compostos", uma "Concordância", uma coleção de observações sobre a pedra filosofal, "Theatrum Chemicum", também uma coleção de tópicos alquímicos. Credita-se a ele a descoberta do arsênico e diversos experimentos com substâncias químicas fotossensíveis, incluindo o nitrato de prata. Porém, há pouquíssimas evidências de que ele teria realizado qualquer experimento pessoalmente.
As lendas contam ainda que Alberto Magno teria descoberto a pedra filosofal e a passou para seu pupilo, Tomás de Aquino, pouco antes de ele morrer. Alberto não confirma a descoberta em suas obras, mas ele relata ter testemunhado a criação de ouro por "transmutação". Credita-se ainda a Alberto a criação de um autômato mecânico na forma de uma cabeça de latão que seria capaz de responder perguntas, um feito que também foi atribuído a Roger Bacon.

### Astrologia
Alberto tinha um profundo interesse em astrologia, como demonstram estudos como o de Paola Zambelli. Por toda a Idade Média — e por muitos séculos depois dela — a astrologia era amplamente aceita por cientistas e intelectuais que defendiam uma visão de que a vida na terra era efetivamente um microcosmo inserido num macrocosmo (este último, o próprio cosmos). Acreditava-se que existia uma correspondência entre ambos e que, por isso, corpos celestes seguiam padrões e ciclos similares aos que se observavam na terra. Por isso, imaginava-se ser razoável afirmar que a astrologia poderia ser utilizada para prever um futuro provável das pessoas. Alberto fez disso um componente central de seus sistema filosófico, argumentando que uma compreensão das influências celestes que nos afetam poderia nos ajudar a viver nossas vidas mais em acordo com os preceitos cristãos. A afirmação mais completa de sua crença astrológica pode ser encontrada numa obra que ele escreveu em 1260, conhecida como "Speculum Astronomiae". Porém, detalhes e partes destas crenças podem ser encontrados em  quase todas as suas obras, desde a primeira, a "Summa De Bono", até sua última, a "Summa Theologiae".

### Música
Alberto é também conhecido por seu brilhante comentário sobre as práticas musicais de sua época, sendo que a maior parte de suas observações estão no seu comentário sobre as "Poéticas" de Aristóteles. Ele rejeitava a ideia da "música das esferas" como ridícula: o movimento dos corpos celestes seria incapaz, supunha ele, de gerar som. Escreveu bastante também sobre as proporções na música e sobre os três diferentes níveis subjetivos no qual o cantochão pode operar na alma humana: purgação dos impuros; iluminação que leva à contemplação; e nutrir o aperfeiçoamento através da contemplação. De particular interesse para os teoristas da música modernos é a atenção que ele prestava ao silêncio como parte integral da música.

## Referências culturais

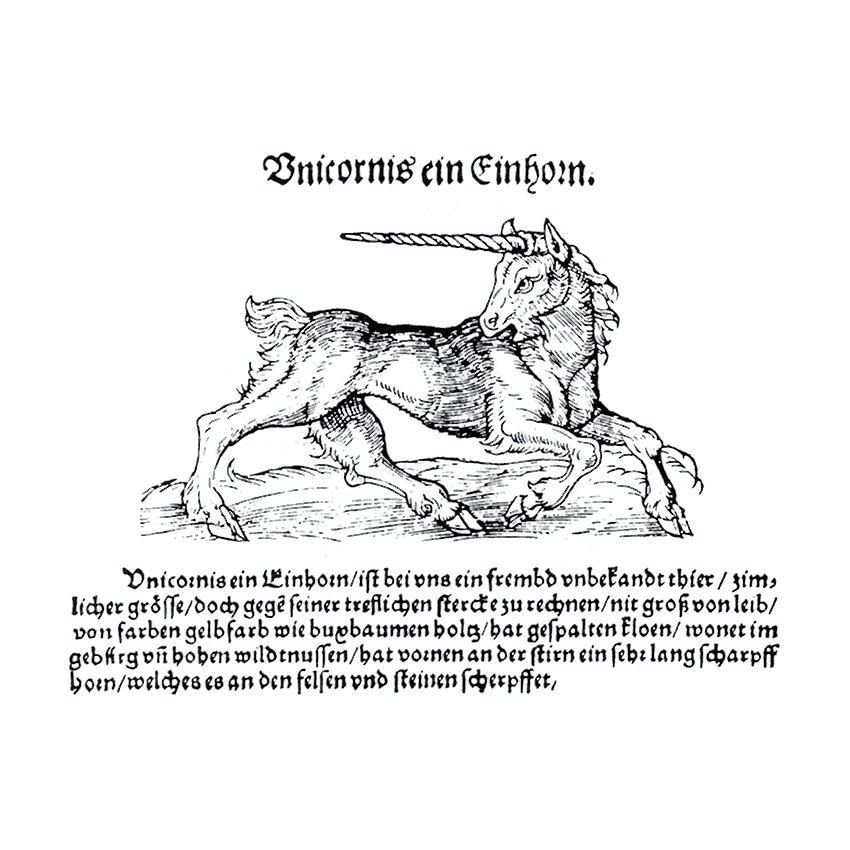
Unicórnio segundo "De Animalibus", de Alberto.